# Claudia Kolb

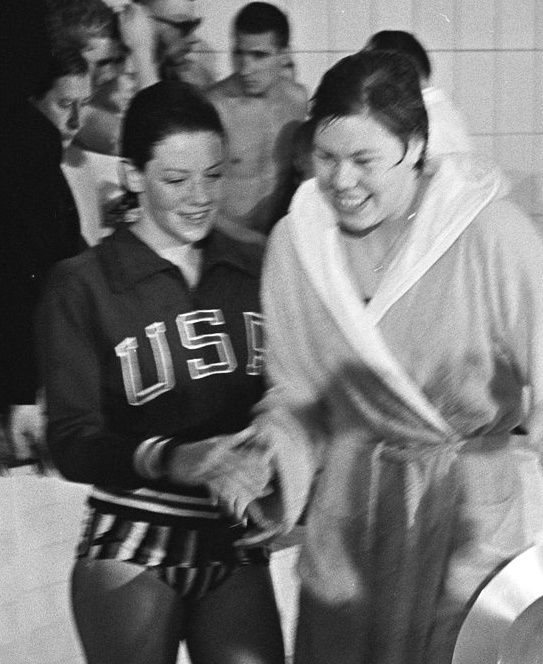
Claudia Kolb (links) im Jahr 1965

Claudia Kolb (* 19. Dezember 1949 in Hayward, Kalifornien) ist eine ehemalige US-amerikanische Schwimmerin.
Ihren ersten internationalen Auftritt hatte sie bei den Olympischen Spielen 1964 in Tokio, wo sie im Alter von 14 Jahren die Silbermedaille über 200 m Brust gewann. Bei den Olympischen Spielen 1968 in Mexiko-Stadt wurde sie überlegen Olympiasiegerin über 200 m und 400 m Lagen. Nach diesen Olympischen Spielen beendete sie ihre Laufbahn und wurde Schwimmtrainerin. Im Jahr 1975 wurde sie in die Ruhmeshalle des internationalen Schwimmsports aufgenommen.